# Norauto

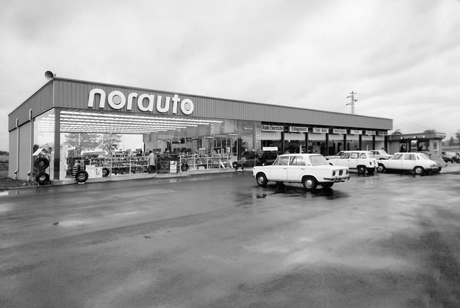
Primo centro Norauto a Englos, vicino a Lille (Francia), 1970.

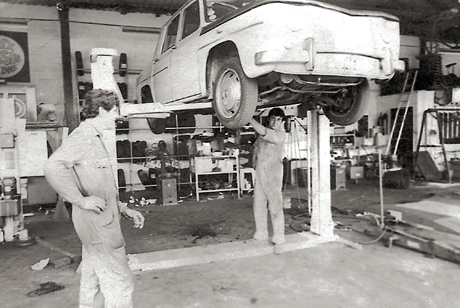
Prima officina Norauto, 1970.

Norauto è una multinazionale francese specializzata nella vendita di accessori auto e ricambi e nella manutenzione dei veicoli, proponendo un concetto innovativo: la complementarità tra negozio e officina situati nello stesso luogo. 
Il gruppo riunisce sotto il suo marchio oltre 630 centri, compresa la rete franchising, presenti in 6 paesi nel mondo (Giugno 2025).

## Storia
Il primo centro Norauto nasce il 20 ottobre 1970 a Englos, vicino a Lille (nord della Francia) per opera di Eric Derville, partendo dalla volontà di proporre servizi di manutenzione e personalizzazione dell'auto ai clienti che si recano in automobile presso gli ipermercati.
Derville concepisce una nuova tipologia di servizio che abbini la vendita di un'ampia gamma di prodotti al loro relativo montaggio immediato. Nasce quindi uno spazio costituito da un negozio in cui acquistare i ricambi e un'officina in cui effettuare tutte le prestazioni di manutenzione.
Dagli anni ’80, il marchio ha implementato i suoi centri in Francia e dal 1986 ha superato i confini nazionali entrando nei mercati di Spagna (1986), Italia (1991), Belgio (1992), Portogallo (1996), Polonia (1998), Argentina (1998), Ungheria (2006-2013), Romania (2009-2019) e Russia (2011-2019).
• 2002: l’azienda si espande acquisendo il controllo del 100% dei centri Auto5 del Belgio
• 2003: Norauto acquista Adedis e i centri Maxauto in Francia.
• 2004: Norauto acquista dalla Magneti Marelli il marchio europeo e latinoamericano della rete di autofficine Midas.
• 2005: Eric Derville crea la "Fondazione Norauto" con lo scopo di promuovere comportamenti attenti e responsabili a sostegno della mobilità, della sicurezza stradale e della tutela ambientale.
• 2006: nasce "Norauto Groupe" in contemporanea al suo graduale inserimento nel mondo della mobilità, intesa come uomo mobile sulla strada.
• 2010: “Norauto Groupe”, per adattarsi ai nuovi obiettivi del mondo della mobilità, ha modificato ed evoluto la sua identità diventando “Mobivia Groupe”, per segnare “l’evoluzione delle sue attività, finora principalmente dedicate all’automobile, a un perimetro più aperto a diverse forme di mobilità”.
• 2018: Norauto International cambia la propria immagine coordinata con la definizione del nuovo logo, il 4° dalla creazione del marchio.
Oggi il marchio Norauto è diffuso nei seguenti paesi:
| Nazione        | Numero di centri |
| -------------- | ---------------- |
| Francia        | 413              |
| Spagna         | 91               |
| Italia         | 40               |
| Portogallo     | 31               |
| Belgio (Auto5) | 57               |
| Germania (ATU) | -                |

### Loghi

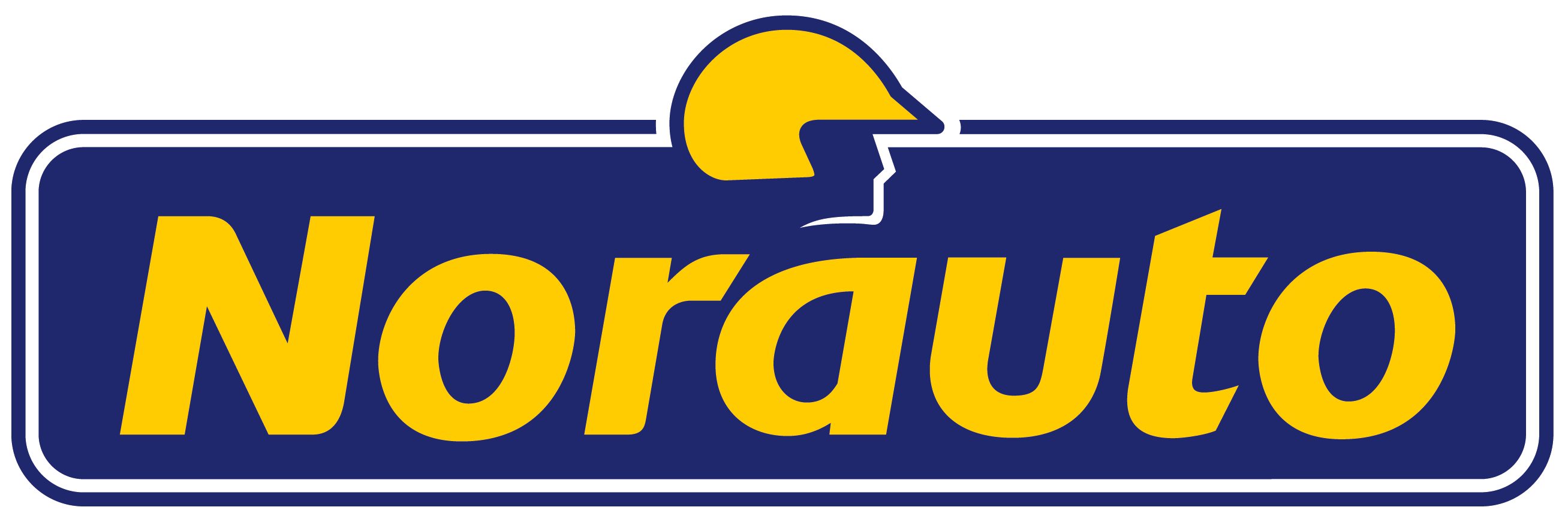
Vecchio logo di Norauto fino al 2018.
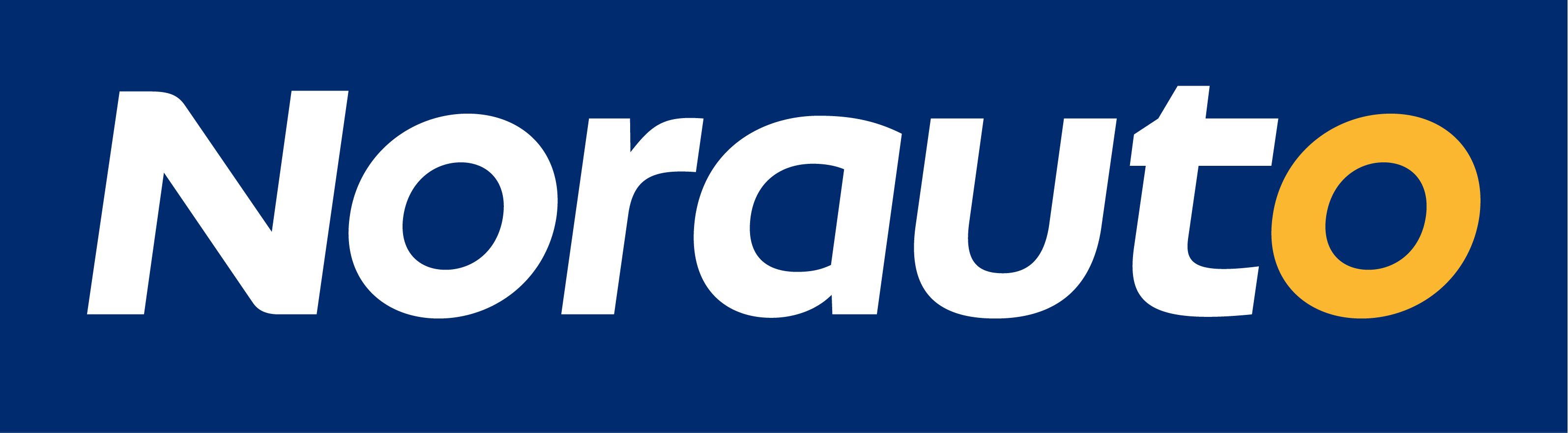
Logo attuale di Norauto dal 2018.

### Mobivia

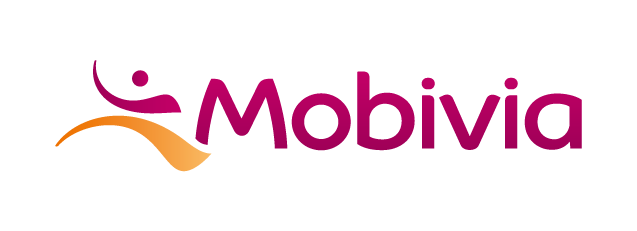
Logo di MOBIVIA

Mobivia Groupe nasce nel 2010, al fine di avvicinare i suoi diversi marchi e consolidare le sue attività commerciali sullo sviluppo di una nuova mobilità.
A gennaio 2017 “Mobivia Groupe” diventa “Mobivia”.
Nel 2019, le attività del gruppo vengono suddivise in tre poli specifici volti al loro sviluppo: il servizio all’automobilista, il prodotto e la sua distribuzione e il sostegno alle nuove forme di mobilità.
Il gruppo, oggi, è leader europeo di manutenzione, riparazione e forniture legate al trasporto ed il suo obiettivo è offrire soluzioni di mobilità utili, innovative e sostenibili per ogni singolo utente e per ogni esigenza di trasporto e di viaggio.
Mobivia, con 35 insegne presenti in 20 paesi nel mondo, 22.000 collaboratori, oltre 2.070 punti di contatto ed un fatturato di € 3,2 miliardi (2019), è la leader europea nel settore della mobilità.

## Norauto Italia

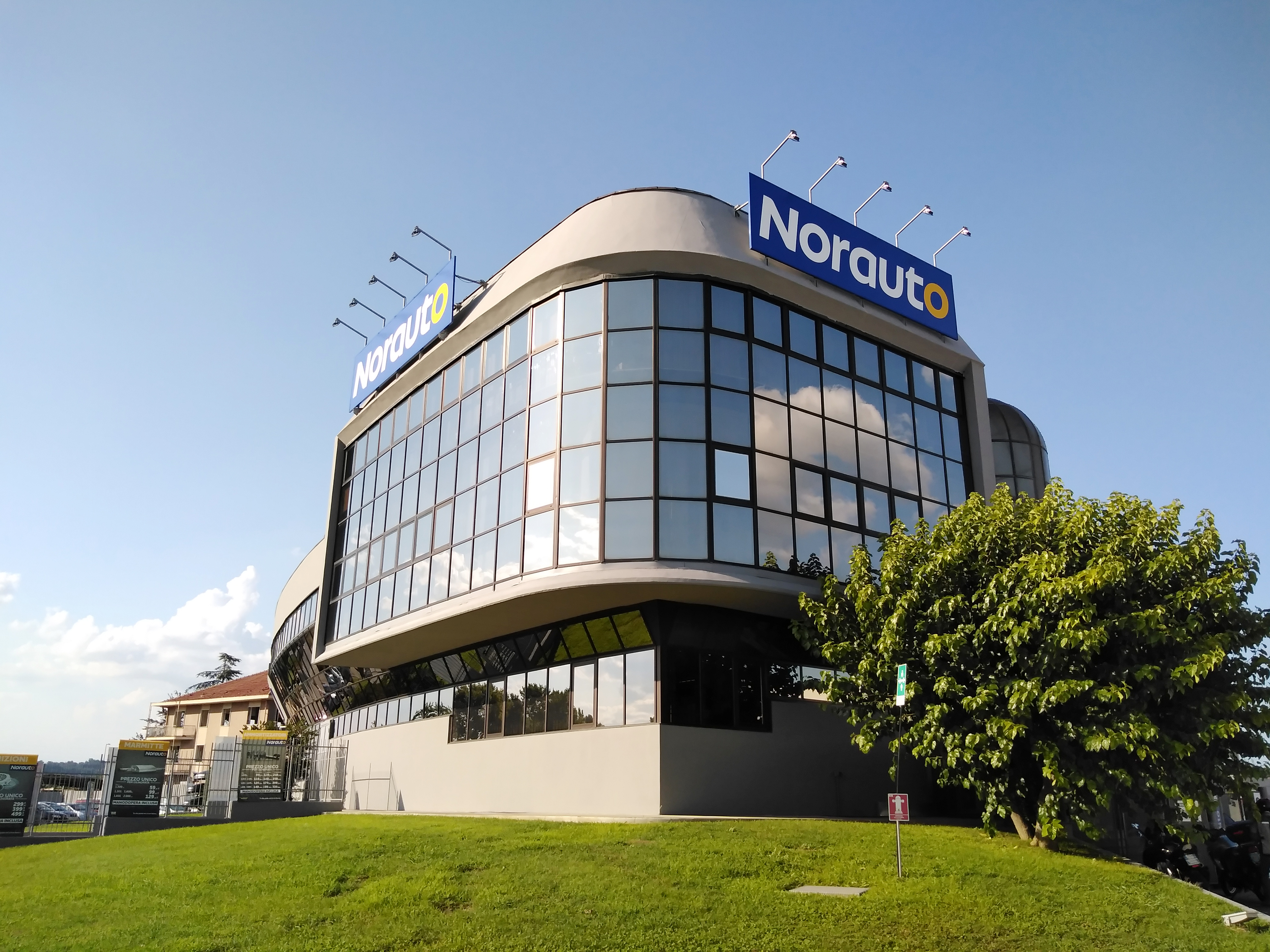
Sede di Norauto Italia a Moncalieri (TO)

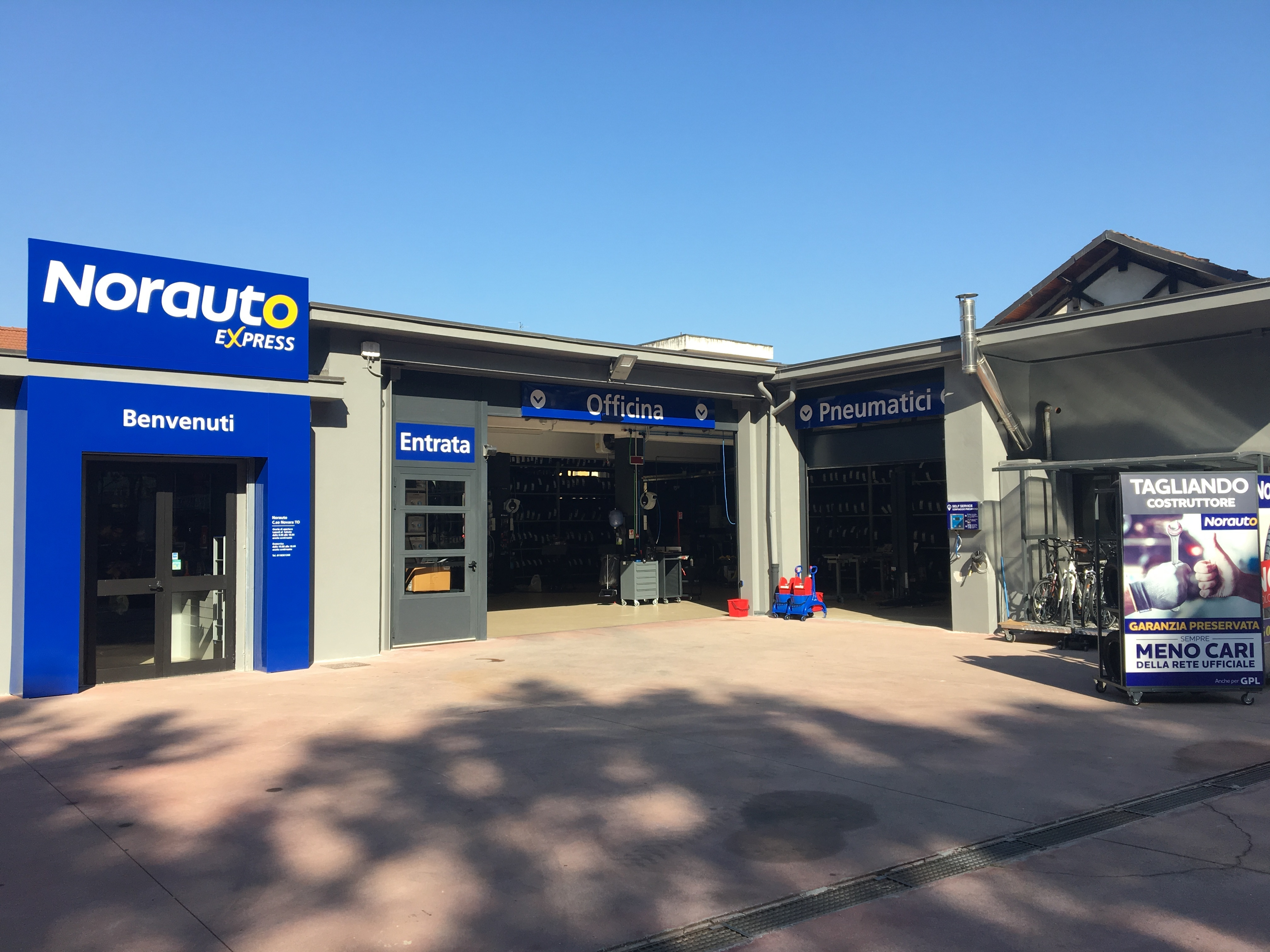
Primo Norauto Express a Torino

Norauto Italia nasce a Torino nel dicembre 1991 in seguito alla rilevazione di un centro auto presente all'interno del centro commerciale le “Porte di Torino”, stabilendo lì la sua sede legale gestita dall’allora amministratore delegato Grégory Sartorius.
Dopo un’iniziale espansione sul capoluogo piemontese e nel nord Italia, con l’apertura di un centro a Bussolengo (VR), prosegue il suo costante sviluppo fino al 1998 con l’apertura di altri 4 nuovi centri.
Dal 1998 al 2000, la società viene guidata da Nicolas Marquis Sebie, a cui segue Jean-Luc Dony che, in qualità di amministratore delegato nei 10 anni successivi, inaugura 19 nuove aperture tra centro e nord Italia (due delle quali chiuse pochi anni dopo).
Dal 2010 al 2013, l’amministratore delegato è Frédéric Cecconi con il quale nel 2012 vengono inaugurati 3 nuovi centri (uno dei quali chiuso successivamente nel 2016).
Nel 2013 viene eletto come nuovo amministratore delegato Jean-Michel Gambini che, tra il 2013 e il 2019, inaugura 10 nuovi centri tra cui il primo negozio digitale ed il primo “Norauto Express” al mondo, sviluppato secondo un nuovo concetto più smart. In questo periodo si registra un significativo aumento di fatturato con un numero sempre crescente di dipendenti nonostante la chiusura di 3 centri nel nord Italia.
Da Maggio 2019, il nuovo amministratore delegato di Norauto Italia è nuovamente Jean-Luc Dony.
Nel Giugno 2024, il timone dell'azienda passa nelle mani di Enrico Audano, primo amministratore delegato italiano nella storia di Norauto Italia, precedentemente Chief Financial Officer fino al 2019. Sotto la sua guida, a Maggio 2025, Norauto può vantare l'apertura del suo 40esimo centro in Italia, a Castellanza in provincia di Varese. 
Oggi il marchio Norauto è così distribuito sul suolo italiano:
| Regione               | Numero di centri |
| --------------------- | ---------------- |
| Lombardia             | 16               |
| Piemonte              | 9                |
| Emilia-Romagna        | 5                |
| Veneto                | 4                |
| Friuli-Venezia Giulia | 2                |
| Lazio                 | 2                |
| Toscana               | 1                |
| Abruzzo               | 1                |

## Norauto e l’ambiente
L’attenzione all’ambiente e la valorizzazione dell’economia circolare sono due valori che caratterizzano il gruppo Norauto, che da sempre si impegna anche nella gestione dei rifiuti speciali collegati al settore dell’auto. L’azienda provvede al corretto smaltimento degli pneumatici usati dei propri clienti, in seguito ad una sostituzione presso le proprie officine. Tali pneumatici vengono raccolti avvalendosi di operatori autorizzati e ogni invio presso i centri di recupero viene regolarmente tracciato secondo quando previsto dalla normativa vigente. Oltre agli pneumatici, Norauto, dismette anche le batterie esauste, con raccolta ecologica gratuita per conferimento ad impianti di riciclaggio e oli esausti, per garantirne la rigenerazione o il corretto smaltimento.
L’azienda nel 2017 ha smaltito correttamente oltre 2 milioni e mezzo di kg di rifiuti speciali tra cui 20 193 filtri per l’olio, 1998446 kg di pneumatici fuori uso, 398399 kg di batterie al piombo e 170295 kg di oli esausti, secondo le normative vigenti, nel rispetto dell’ambiente e della salute di tutti. Questo proposito è stato superato anche nel 2019, anno in cui sono stati smaltiti oltre 3 milioni di kg di rifiuti speciali. 
A favore dell'ambiente, nel biennio 2020-2021, l'azienda francese ha limitato l'utilizzo della plastica riducendola di circa 43,3 tonnellate. Inoltre, sempre nello stesso periodo, è riuscita a spostare l'80% delle sue merci con mezzi di trasporto alternativi.

## Impegno sociale

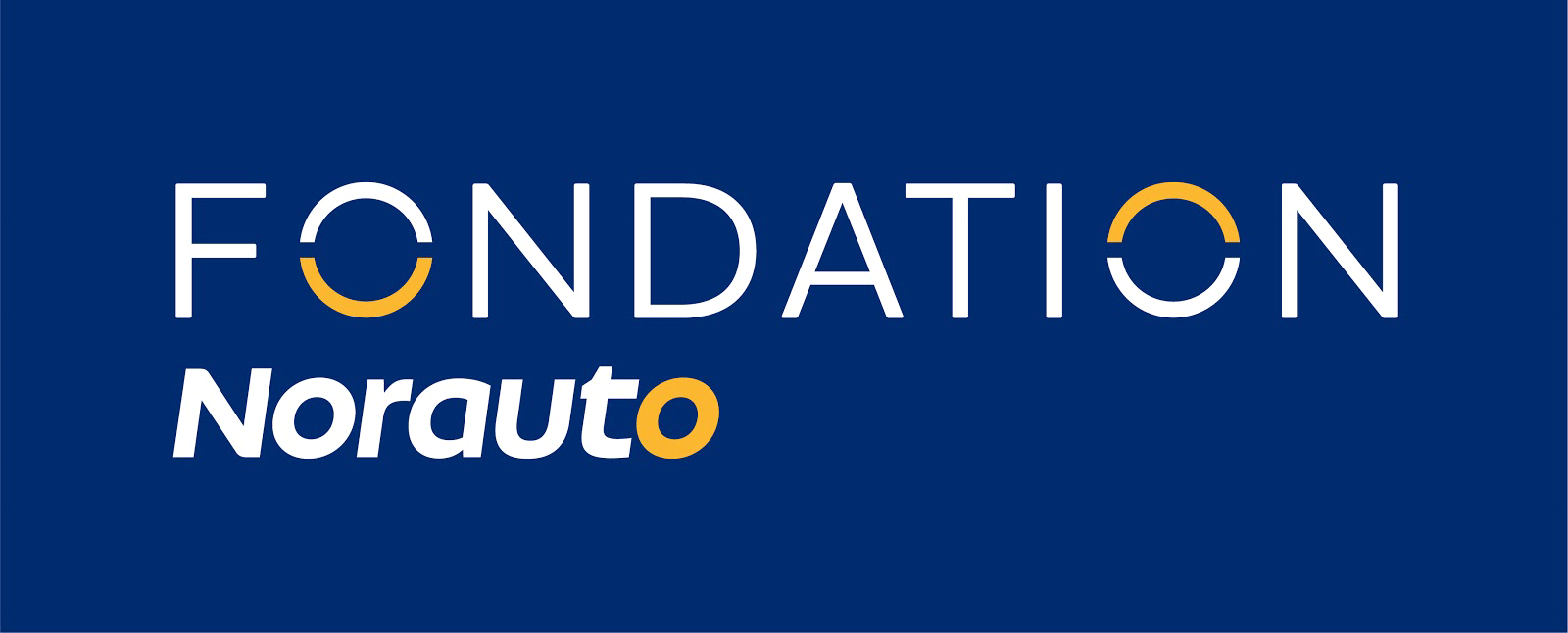
Logo Norauto Fondation

Così descrive la mission della Fondazione Norauto il suo creatore Eric Derville.
La Fondazione promuove progetti rivolti alla mobilità sostenibile, al trasporto e allo spostamento di persone anziane o diversamente abili con l'obiettivo di sensibilizzare le persone sul tema della tutela ambientale. Sostiene inoltre attività di educazione in materia di sicurezza stradale per una guida sicura contro gli incidenti che coinvolgono gli utenti della strada più vulnerabili: conducenti di scooter, ciclomotori, motocicli, pedoni e ciclisti.